# Bend (cratera)
Bend é uma cratera marciana. Tem como característica 3.6 quilômetros de diâmetro. Deve o seu nome a Bend, uma localidade situa no estado americano Oregon, nos Estados Unidos.